# Estevelles
Estevelles település Franciaországban, Pas-de-Calais megyében. Lakosainak száma 2002 fő (2022. január 1.). Estevelles Meurchin, Pont-à-Vendin, Annay és Carvin községekkel határos.

## Népesség
A település népességének változása:
| Lakosok száma | 2069 | 2053 | 2061 | 2044 | 2039 | 2039 | 2031 | 2024 | 2002 |
|               | 2013 | 2015 | 2016 | 2017 | 2018 | 2019 | 2020 | 2021 | 2022 |